# Japans braille

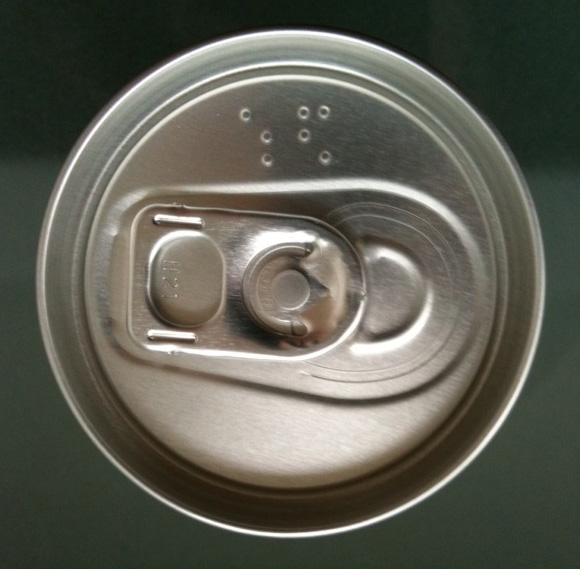
Japans Braille op een blikje Asahi Super Dry beer, de punten vormen samen het woord "sake"

Japans braille is een systeem van braillecode voor het schrijven van de Japanse taal. Het is gebaseerd op het oorspronkelijke braillesysteem. In het Japans staat het ook bekend als tenji (点字), letterlijk puntkarakters. Onderstaande is een overzicht van Japanse braillekarakters met de Japanse hiraganakarakters met daarachter de romaji voor elk karakter.
Japans braille is een op klinkers gebaseerde abugida. Dat wil zeggen dat de tekens lettergrepen zijn, maar in tegenstelling tot kana aparte symbolen heeft voor klinkers en medeklinkers en de klinkers voorrang hebben. De klinkers worden gevormd in de linkerbovenhoek (punten 1, 2 en 4) en kunnen worden gebruikt zonder medeklinker. De medeklinkers worden gevormd in de rechteronderhoek (punten 3, 5 en 6) en kunnen alleen worden gebruikt in combinatie met een klinker (bijvoorbeeld, een t zonder toevoeging zou gelezen worden als een wo). De enige uitzondering hierop is de m, die in de syllabische nasaal (n) verandert wanneer deze zonder klinker wordt geschreven. Dit is mogelijk een eigenschap van de vormgeving in plaats van toeval, aangezien de syllabische nasaal afgeleid is van de historische mu.). De halfklinker y wordt aangegeven door enkel punt 4, een van de klinkerpunten, te gebruiken en de klinkercombinatie te laten vallen. Wanneer dit punt zonder medeklinkers wordt geschreven dan geeft dit aan dat de volgende lettergreep een mediale y heeft zoals in mya. Bij lettergrepen die beginnen met een w laat men de klinker ook vallen, maar er wordt geen medeklinker geschreven. (Met uitzondering van de lettergreep wa, de historische w is stil in het Modern Japans).

## Hoofdkaart
Ter illustratie zijn de klinkerpunten in het zwart geschreven en de medeklinkerpunten in het groen. Er is geen dergelijk onderscheid bij het daadwerkelijke gebruik.
|   | あ a  | い i   | う u   | え e  | お o  |      |
|   |       |        |        |       |       |      |
| k | か ka | き ki  | く ku  | け ke | こ ko |      |
| k |       |        |        |       |       |      |
| s | さ sa | し shi | す su  | せ se | そ so |      |
| s |       |        |        |       |       |      |
| t | た ta | ち chi | つ tsu | て te | と to |      |
| t |       |        |        |       |       |      |
| n | な na | に ni  | ぬ nu  | ね ne | の no |      |
| n |       |        |        |       |       |      |
| h | は ha | ひ hi  | ふ fu  | へ he | ほ ho |      |
| h |       |        |        |       |       |      |
| m | ま ma | み mi  | む mu  | め me | も mo | ん n |
| m |       |        |        |       |       |      |
| y | や ya |        | ゆ yu  |       | よ yo | -y-  |
| y |       |        |        |       |       |      |
| r | ら ra | り ri  | る ru  | れ re | ろ ro |      |
| r |       |        |        |       |       |      |
| w | わ wa | ゐ i   |        | ゑ e  | を wo | -w-  |
| w |       |        |        |       |       |      |